# Dystrykt Manatuto
Dystrykt Manatuto – jeden z 13 dystryktów Timoru Wschodniego, znajdujący się w centralnej części kraju, posiadający dostęp do morza Timor od południa oraz morza Banda od północy. Stolicą dystryktu jest miasto Manatuto, leżące 87 km na wschód od stolicy kraju Dili. 
Graniczy z dystryktami: Baucau i Viqueque od wschodu oraz Aileu, Dili i Manufahi od zachodu.